# Limbus corneae

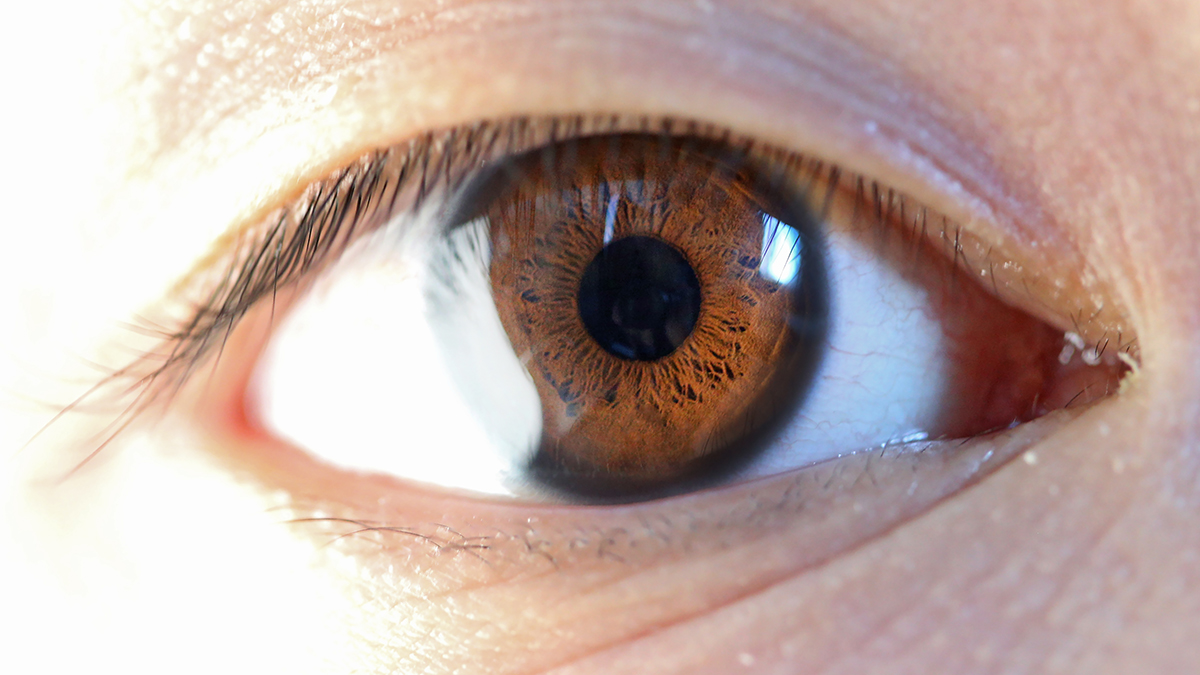
Der Limbus corneae ist der dunkle Ring am Übergang von der Iris zur weißen Sklera

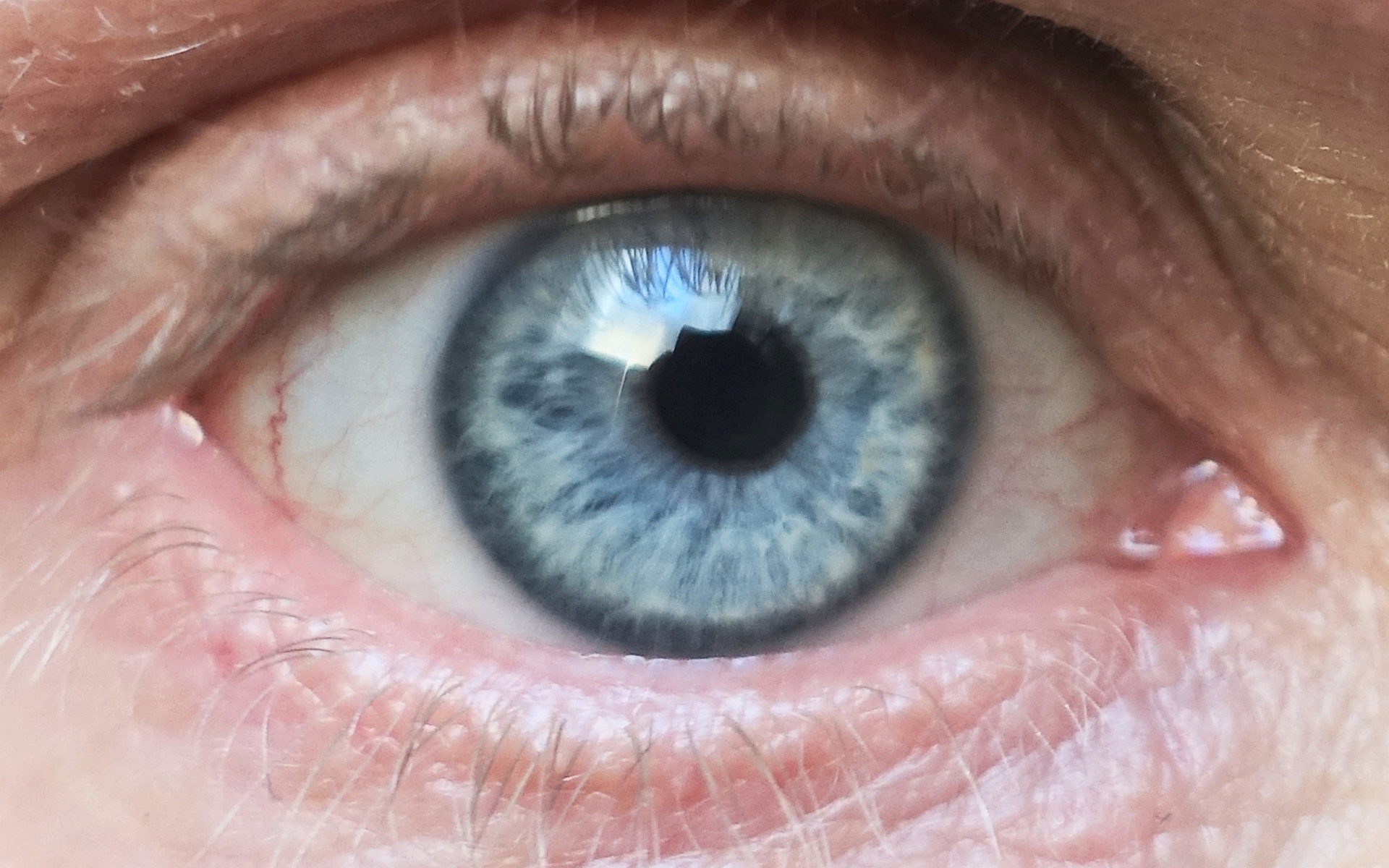
Limbus bei einem blauen Auge

Der Limbus corneae (kurz Limbus, lateinisch für „Rand“, „Saum“, „Umgrenzung“), bezeichnet die Übergangszone zwischen Horn- (Cornea) und Lederhaut (Sclera) des Augapfels. Diese Region beherbergt Stammzellen für Epithel und Endothel der Cornea und ist für deren regelmäßige Zellerneuerung erforderlich. Die peripheren Anteile der Hornhaut werden durch feine, haarnadelförmige Gefäße der limbalen Bindehaut, das so genannte Randschlingennetz, versorgt. Zerstörung des Limbus – z. B. durch schwere Verätzungen oder Verbrennungen – können zu einer Überwachsung der Cornea mit Konjunktivagewebe und damit zur Erblindung des Auges führen. Durch Limbustransplantation vom gesunden Auge wird in solchen Fällen versucht, die Funktion der Hornhaut zu erhalten.
Der Limbus ist der Bereich des Auges, der den besten Zugang zu den Augenmuskeln bei einer Schieloperation ermöglicht (Limbusschnitt).